# Ugo Canonica
Ugo Canonica (* 2. Dezember 1918 in Willisau Land; † 21. Mai 2003 in Lugano, heimatberechtigt in Bidogno) war ein Schweizer Sekundarlehrer, Dichter und Schulinspektor.

## Leben
Ugo war Sohn des Luigi, eines nach Willisau ausgewanderten Handelsangestellten, und dessen Ehefrau Artura geborene Finazzi. Er heiratete Angela Manfredi. Als Autodidakt arbeitete er zunächst in einer Nähmaschinen- und Fahrradfabrik und besuchte später im Lehrerseminar in Locarno. Er war Grundschullehrer und ab 1948 Oberstufenlehrer. Von 1963 bis 1972 leitete er die Kunstgewerbeschule in Lugano-Trevano und war anschließend bis zu seiner Pensionierung als Schulinspektor tätig. Er ist Autor autobiografischer Prosa (La voce del padre, 1945; I falò di Santa Brigida, 1954), theatralischer Werke und Verse in Sprache (Poesie, 1968; La vita è tutto, 1975).
Besonders hervorzuheben ist seine Produktion von poetischen Texten in Dialekt, mit einer starken Vorliebe für formale Ebenen und Experimente (Gherengh garangh, 1979) und rastlosen Blicken – durch Gedenkstättenausgrabungen und Dialoge – auf die Vergangenheit und die Gegenwart (To vì. A vigh, 1986; Rimbiugh, 1994; I predè e i nosance, 1997; In sto monde tonde, 2001). Im Laufe seiner Karriere, in der er abwechselnd im Dialekt und in der Sprache schrieb, beeinflussten ihn zwei Begegnungen am meisten: die erste mit Remo Beretta, die zweite mit den neuen Dichtern, mit ihrer neuen Poesie (Edoardo Sanguineti, Luciano Erba, Umberto Saba, Salvatore Quasimodo und Eugenio Montale). Beide Erfahrungen trugen zur Reifung eines immer wichtigeren Stils bei.